# Linda Ronstadt
Linda Maria Ronstadt (Tucson, 15 luglio 1946) è una cantante, compositrice e attrice statunitense.

## Biografia
Linda Ronstadt è nata a Tucson in una famiglia di rancheri.
Dal 1965 al 1968 ha fatto parte del gruppo folk rock Stone Poneys, tra i cui membri vi erano anche i chitarristi Bobby Kimmel e Kenny Edwards, che hanno collaborato con Linda dopo la fine dell'attività del gruppo.
Ha debuttato da solista nel 1969 con l'album Hand Sown... Home Grown, prodotto da Chip Douglas (The Turtles), che ha venduto pochissimo. Dopo un secondo disco, Silk Purse (1970), prodotto da Elliot Mazer, e un album eponimo uscito nel 1972, anche questi non alle altezze delle aspettative, pubblica Don't Cry Now nel 1973. Questo è il primo di una serie di album prodotti da Peter Asher ed etichettati dalla Asylum Records, che consacreranno in seguito l'artista.
Heart Like a Wheel (1974), ultimo disco per la Capitol Records, consacra la cantante che raggiunge la prima posizione nella Billboard 200. Con il successivo Prisoner in Disguise (1975) ritorna a pubblicare per la Asylum. In questo album collaborano tra gli altri J. D. Souther, David Campbell, Lowell George, James Taylor, Emmylou Harris, Maria Muldaur e molti altri. Prisoner in Disguise raggiunge la quarta posizione della classifica statunitense. Anche il seguente album Hasten Down the Wind (1976) risulta vendutissimo (terza posizione nella Billboard 200) e vede la partecipazione di numerosi e importanti musicisti.
Nel 1977 Simple Dreams risulta essere il disco più venduto negli Stati Uniti per ben cinque settimane consecutive. Anche questo disco è stato prodotto da Peter Asher e riceve diverse candidature ai Grammy Award con la vittoria nella categoria "Best Recording Package". Fa seguito Living in the USA (1978), sulla cui copertina appare l'artista con dei pattini a rotelle. Anche Living in the USA raggiunge la vetta della classifica statunitense.
Nel 1980 esce Mad Love, disco che contiene versioni di brani di Elvis Costello, Mark Goldenberg e altri e riscuote un ottimo successo, mentre Get Closer (1982) non va oltre la posizione numero 31 della classifica di vendita statunitense. Negli anni ottanta lavora anche nel mondo del teatro, interpretando a Broadway lo spettacolo The Pirates of Penzance.
Con il successivo disco What's New (1983) la cantante collabora con il bandleader e arrangiatore Nelson Riddle, che sarà al suo fianco anche per alcuni successivi dischi. What's New è infatti il primo album di una trilogia a cui si presta Riddle nei compiti di registrazione, mentre l'artista britannico John Kosh disegna le copertine dei tre dischi. Il secondo disco di questa trilogia è Lush Life (1984), un album jazz che raggiunge la posizione numero 13 della Billboard 200. Il seguente For Sentimental Reasons (1986) esce dopo la morte di Nelson Riddle, anche in questo caso, per il terzo disco consecutivo, presente nell'album come arrangiatore e direttore.
Nel 1987 esce Trio, un disco realizzato appunto in trio da Linda Ronstadt, Dolly Parton e Emmylou Harris. L'album, uscito per la Warner Bros. Records, raggiunge la sesta posizione della classifica Billboard 200.
Nel 1987 Linda Ronstadt incide il suo primo album di musica mariachi, dal titolo Canciones de mi padre, prodotto sempre da Peter Asher. Fa seguito Cry Like a Rainstorm, Howl Like the Wind (1989), uscito per la Elektra Records. Questo disco vede la partecipazione di Aaron Neville e contiene diversi brani scritti da Jimmy Webb. Nel 1991 pubblica il suo secondo album di musica latina/mariachi, ossia Mas canciones. Anche Frenesí (1992) è un album in lingua spagnola, musicalmente vicino al latin pop, al jazz e alla musica cubana.
Nel 1993 è la volta di Winter Light, album dalle connotazioni new Age/art rock. Si tratta del primo album dai tempi di Don't Cry Now non prodotto da Peter Asher: questo disco è stato infatti coprodotto da George Massenburg e dalla stessa Linda Ronstadt. 
L'artista ritorna al country rock con Feels Like Home (1995), mentre con il successivo album Dedicated to the One I Love (1996) si dedica alla musica per bambini reinterpretando classiche ninna nanna. Nel 1996 partecipa all'album Santiago dei Chieftains.
We Ran (1998) è un album rock in cui l'artista interpreta brani di Bruce Springsteen, Bob Dylan, John Hiatt e altri. Tuttavia il disco non ottiene successo. Nel 1999 pubblica Western Wall: The Tucson Sessions, un album folk/country collaborativo con Emmylou Harris, che contiene tracce scritte dalla stessa Emmylou Harris, da Sinéad O'Connor, Jackson Browne, Leonard Cohen, Bruce Springsteen e altri. Il disco ottiene un discreto successo e diverse candidature ai Grammy.
Nel gennaio 1999 viene pubblicato Trio II, secondo disco collaborativo delle tre artiste country Dolly Parton, Linda Ronstadt e Emmylou Harris. Si tratta del seguito di Trio (1987).
Nell'ottobre 2000 Linda Ronstadt pubblica un album natalizio dal titolo A Merry Little Christmas, coprodotto da John Boylan e George Massenburg e contenente un duetto con Rosemary Clooney. A seguito delle raccolte The Very Best of Linda Ronstadt (2000) e Mi jardin azul: Las canciones favoritas (2004), 
viene pubblicato nel 2004 Hummin' to Myself, disco jazz inciso per la Verve Records.
Nel luglio 2006 esce Adieu False Heart, un disco collaborativo realizzato insieme alla musicista di cajun Ann Savoy. Si tratta dell'ultimo album in studio prima del ritiro dell'artista avvenuto nel 2011 a causa della malattia, comunicata nel 2013.
Nel corso della sua carriera è stata insignita di undici Grammy Awards, tre American Music Award, un Emmy Award ed un ALMA Award. Inoltre i suoi lavori sono stati certificati diverse volte oro, platino o multiplatino sia sul mercato statunitense che su quello internazionale.
Nell'aprile 2014 è stata inserita nella Rock and Roll Hall of Fame.
Nel corso della sua carriera ha pubblicato oltre trenta album in studio e diverse raccolte. Ha collaborato con Philip Glass, Bette Midler, Frank Zappa, Rosemary Clooney, Flaco Jiménez, Emmylou Harris, Gram Parsons, Dolly Parton, Neil Young, Johnny Cash, Aaron Neville, Nelson Riddle, Warren Zevon e altri.
Nel 2011 ha annunciato il suo ritiro e nell'agosto 2013 ha dichiarato di soffrire della malattia di Parkinson, ora diagnosticata  paralisi sopranucleare progressiva - PSP  che si è aggiunta a una tiroidite di Hashimoto diagnosticatale nel 1996.

## Discografia

### Album in studio
- 1969 - Hand Sown... Home Grow
- 1970 - Silk Purse
- 1972 - Linda Ronstadt
- 1973 - Don't Cry Now
- 1974 - Heart Like a Wheel
- 1975 - Prisoner in Disguise
- 1976 - Hasten Down the Wind
- 1977 - Simple Dreams
- 1978 - Living in the USA
- 1980 - Mad Love
- 1982 - Get Closer
- 1983 - What's New
- 1984 - Lush Life
- 1986 - For Sentimental Reasons
- 1987 - Trio
- 1987 - Canciones de mi padre
- 1989 - Cry Like a Rainstorm, Howl Like the Wind
- 1990 - Mas canciones
- 1992 - Frenesí
- 1993 - Winter Light
- 1995 - Feels Like Home
- 1996 - Dedicated to the One I Love
- 1998 - We Ran
- 2000 - A Merry Little Christmas (natalizio)
- 2004 - Hummin' to Myself

### Collaborazioni
- 1987 - Trio (con Dolly Parton e Emmylou Harris)
- 1999 - Trio II (con Dolly Parton e Emmylou Harris)
- 1999 - Western Wall: The Tucson Sessions (con Emmylou Harris)
- 2006 - Adieu False Heart (con Ann Savoy)
- 2016 - The Complete Trio Collection (con Dolly Parton e Emmylou Harris)

### Raccolte
- 1974 - Different Drum
- 1976 - Greatest Hits
- 1977 - A Retrospective
- 1980 - Greatest Hits, Volume 2
- 1986 - Round Midnight
- 2002 - The Very Best of Linda Ronstadt
- 2007 - Linda Ronstadt Greatest Hits I & II
- 2014 - Duets
- 2014 - Opus Collection

## Filmografia parziale
- I pirati di Penzance (The Pirates of Penzance), regia di Wilford Leach (1983)
- Muppet Show – programma TV

## Riconoscimenti

### Grammy Awards
- 1975 – Best Country Vocal Performance, Female, "I Can't Help It (If I'm Still In Love With You)" estratto da Heart Like a Wheel
- 1976 – Best Pop Vocal Performance, Female, Hasten Down the Wind
- 1980 – Best Musical Album for Children, In Harmony: A Sesame Street Record (compilation di vari artisti con Linda Ronstadt)
- 1987 – Best Country Performance by a Duo or Group with Vocal, Trio (con Dolly Parton e Emmylou Harris)
- 1988 – Best Mexican-American Performance, Canciones de Mi Padre
- 1989 – Best Pop Vocal Performance by a Duo or Group with Vocal, "Don't Know Much" estratto da Cry Like a Rainstorm, Howl Like the Wind con Aaron Neville
- 1990 – Best Pop Vocal Performance by a Duo or Group with Vocal, "All My Life" estratto da Cry Like a Rainstorm, Howl Like the Wind con Aaron Neville
- 1992 – Best Mexican-American Album, Mas Canciones
- 1992 – Best Tropical Latin Album, Frenesi
- 1996 – Best Musical Album for Children, Dedicated to the One I Love
- 1999 – Best Country Collaboration with Vocals, "After the Gold Rush" estratto da Trio II con Dolly Parton ed Emmylou Harris

### Nomination ai Grammy Awards
- 1970 – Best Contemporary Vocal Performance, Female, "Long, Long Time" estratto da Silk Purse
- 1975 – Album of the Year, Heart Like a Wheel
- 1975 – Best Pop Vocal Performance, Female, Heart Like a Wheel
- 1977 – Record of the Year, "Blue Bayou" estratto da Simple Dreams
- 1977 – Best Pop Vocal Performance, Female, "Blue Bayou" estratto da  Simple Dreams
- 1980 – Best Rock Vocal Performance, Female, "How Do I Make You" estratto da Mad Love
- 1982 – Best Pop Vocal Performance, Female, "Get Closer" estratto daGet Closer
- 1982 – Best Rock Vocal Performance, Female, "Get Closer" estratto da  Get Closer
- 1983 – Best Pop Vocal Performance, Female, What's New
- 1985 – Best Pop Vocal Performance, Female, Lush Life
- 1987 – Album of the Year, Trio con Dolly Parton ed Emmylou Harris
- 1987 – Best Pop Vocal Performance by a Duo or Group with Vocal, "Somewhere Out There" la colonna sonora di An American Tail con James Ingram
- 1989 – Best Pop Vocal Performance, Female, Cry Like a Rainstorm, Howl Like the Wind
- 1999 – Best Country Album, Trio II con Dolly Parton ed Emmylou Harris
- 1999 – Best Contemporary Folk Album, Western Wall: The Tucson Sessions con Emmylou Harris
- 2002 – Best Traditional Folk Album, Evangeline Made: A Tribute to Cajun Music, compilation con vari artisti, con la cantante Ann Savoy
- 2006 – Best Traditional Folk Album, Adieu False Heart con Ann Savoy

### ACM Music Award
- 1974 – Best New Female Artist
- 1987 – Best Album / 'TRIO' – Dolly Parton, Linda Ronstadt ed Emmylou Harris

### Emmy Award
- 1989 – Outstanding Individual Performance in a Variety or Music Program, Linda Ronstadt, Great Performances: Canciones de Mi Padre

### Nomination ai Tony Award
- 1981 – Tony Award for Best Performance by a Leading Actress in a Musical, Linda Ronstadt in The Pirates of Penzance nella parte di "Mabel"

### Candidatura al Golden Globe Award
- 1983 – Best Performance by a Leading Actress in a Musical or Comedy, Linda Ronstadt in The Pirates of Penzance